# SunStroke Project
SunStroke Project, отначало само SunStroke (от английски: sunstroke – слънчев удар), е молдовска музикална група от Тираспол, после от Кишинев.

## История
Основателите А. Рогоза и С. Степанов са съграждани от Тираспол. Сприятеляват се по време на военната си в служба в оркестър в Приднестровието.
Групата е създадена в Тираспол през 2008 г. Името вземат от слънчевия удар, който Рогоза получава във войската. Свирят в родния си град и в Одеса, по-късно се установяват в Кишинев.
Представя Молдова 2 пъти в песенния конкурс „Евровизия“:
- в „Евровизия 2010“ в Осло, заедно с молдовската певица Олия Тира, с песента Run Away[1];
- в „Евровизия 2017“ в Киев с песента Hey, Mamma!, на 3-то място (след България и Португалия)[2].

## Състав
- Сергей Степанов, саксофон
- Антон Рагоза (до 2019 г.), цигулка, композиция
- Сергей Яловицки (от 2009 г.), вокал
- Паша Парфени (2008 – 2009), вокал